# Tylopilus alboater
Tylopílus alboáter (лат.) — гриб семейства Болетовые (Boletaceae).

## Биологическое описание
- Шляпка 3—15 см в диаметре, в молодом возрасте выпуклая, затем становящаяся уплощённой и почти плоской, с сухой бархатистой, чёрной или тёмно-серой, в молодом возрасте нередко с беловатым отливом, поверхностью.
- Мякоть белого цвета, иногда с сероватым оттенком, на разрезе становится розоватой или серовато-красной, затем черноватой. Запаха нет, вкус пресный.
- Гименофор трубчатый, в молодом возрасте белый или сероватый, затем тёмно-розовый, при прикосновении или повреждении розовеющий и медленно чернеющий. Трубочки 5—10 мм длиной.
- Ножка 4—10 см длиной, ровная или утолщающаяся к основанию, плотная, одного цвета со шляпкой или светлее, нередко с беловатым отливом, без сеточки или со слабо выраженной сеточкой в основании.
- Споровый порошок розоватого цвета. Споры бесцветные, 7—11×3,5—5 мкм, гладкие, овальной формы.
- Произрастает на востоке США и в Мексике, одиночно или группами, обычно в широколиственных лесах, нередко под дубом. Встречается с июня по сентябрь.
- Съедобен, является одним из самых популярных грибов в роде.

## Сходные виды
- Tylopilus atronicotianus Both отличается оливково-коричневой шляпкой.
- Tylopilus atratus Both отличается меньшими размерами и нерозовеющей мякотью.
- Tylopilus griseocarneus Wolfe & Halling отличается сетчатой ножкой.